# Marsprogramm der Volksrepublik China
Das Marsprogramm der Volksrepublik China (chinesisch 中國火星探測工程 / 中国火星探测工程, Pinyin Zhōngguó Huŏxīng Tàncè Gōngchéng, englisch China Mars Exploration Project, kurz CMEP) ist ein Programm zur Erforschung des Planeten Mars mit Raumsonden, koordiniert von der Nationalen Raumfahrtbehörde Chinas. Bestandteile des Programms sind bislang ein Marsorbiter (Yinghuo-1), ein Marsrover (Tianwen-1) und eine Rückholmission, mit der Bodenproben vom Mars auf die Erde gebracht werden sollen.

## Geschichte
Russland hatte seit 1996 an der Entwicklung einer Sonde gearbeitet, die auf dem Marsmond Phobos landen und von dort Bodenproben zur Erde zurückbringen sollte. Dies war jedoch zunächst nur ein theoretisches Projekt. Erst ab 2004 wurden von der russischen Regierung genügend Gelder bereitgestellt, um mit dem Bau der ersten Komponenten zu beginnen. Im Juni 2005 sprachen Russland und die Volksrepublik China erstmals über eine Zusammenarbeit, was Mitte August 2006 von Ye Peijian, seit 2004 Chefkonstrukteur der Mondsonden bei der Chinesischen Akademie für Weltraumtechnologie, offiziell bestätigt wurde. Am 26. März 2007 wurde während eines dreitägigen Russland-Besuchs von Präsident Hu Jintao ein Vertrag zwischen der China National Space Administration und Roskosmos unterzeichnet, nach dem China gegen finanzielle Beteiligung einen kleinen Satelliten mit der damals „Phobos Explorer“ genannten Sonde mitschicken könnte.
Damit war die Finanzierung für das ab 2008 „Phobos-Grunt“ genannte Projekt (von russisch Грунт, „Boden“) gesichert. Ursprünglich war der Start der beiden Sonden für Oktober 2009 geplant, musste dann aber in letzter Minute auf 2011 verschoben werden (es gibt nur alle 26 Monate ein Startfenster zum Mars). Am 8. November 2011 fand der Start tatsächlich statt, die Sonden konnten jedoch die Transferbahn zum Mars nicht erreichen und verglühten am 15. Januar 2012 in der Erdatmosphäre.
Anders als beim Mondprogramm, wo es ganz konkret um die Suche nach und den Abbau von Bodenschätzen auf dem Erdtrabanten geht, hat das chinesische Marsprogramm primär wissenschaftliche Ziele. Noch im August 2012 war die chinesische Regierung angesichts des im Vergleich zum Mond höheren Schwierigkeitsgrads und geringeren Nutzens nicht bereit, größere Geldmittel für eine Marserkundung zur Verfügung zu stellen und setzte stattdessen trotz des Fehlschlags immer noch auf internationale Zusammenarbeit.
Bereits im August 2010, also noch vor dem Scheitern der Phobos-Grunt-Mission, hatten 8 Mitglieder der Chinesischen Akademie der Wissenschaften der Nationalen Behörde für Wissenschaft, Technik und Industrie in der Landesverteidigung, wegen der englischen Bezeichnung State Administration for Science, Technology and Industry for National Defense meist SASTIND abgekürzt, unter dem Eindruck der erfolgreichen Chang’e-1-Mission vorgeschlagen, einen umfassenden Plan für die Tiefraumerkundung jenseits des Mondes auszuarbeiten. SASTIND bildete sofort eine Expertengruppe, die einen solchen Plan ausarbeiten und die Möglichkeiten seiner Umsetzung prüfen sollte.
Dann geschah jedoch lange nichts. Erst 2013 – im März jenes Jahres hatte mit der Wahl Li Keqiangs und Xi Jinpings zum Premierminister bzw. Präsidenten ein Regimewechsel stattgefunden – beauftragte der Staatsrat der Volksrepublik China Dong Zhibao (董治宝, * 1966) vom damaligen Wüsteninstitut Lanzhou der Chinesischen Akademie der Wissenschaften (中国科学院兰州沙漠研究所),
eine Gruppe von rund einem Dutzend Forschern zu leiten, die auf dem Hochland von Tibet einen Ort finden sollten, wo man die Umweltbedingungen auf dem Mars simulieren, eine Forschungsbasis einrichten und die Technologien für einen Marsrover und weitere Ausrüstung unter Extrembedingungen erproben könnte.
Die Planung für die erste rein chinesische Marsmission wurde, was die einzelnen Schritte und Missionsziele angeht, dreimal grundlegend geändert.
Am 23. Juni 2014 verkündete schließlich Ouyang Ziyuan, damals wissenschaftlicher Berater der Führungsgruppe Monderkundungsprojekt bei der Nationalen Raumfahrtbehörde, im Rahmen eines Vortrags über die erfolgreiche Landung der Mondsonde Chang'e-3 auf der 22. Konferenz der International Planetarium Society in Peking,
dass China nun ein neues, eigenes Marsprogramm aufgelegt habe. Ouyang Ziyuan gab damals bereits einen konkreten Zeitplan für die damals noch „Yinghuo-2“ genannte Mission mit Orbiter, Lander und Rover im Jahr 2020 und für eine Rückholmission im Jahr 2030 bekannt.
Wenige Monate später stellte die China Aerospace Science and Technology Corporation auf der vom Staatsrat veranstalteten Internationalen Luft- und Raumfahrtausstellung in Zhuhai (11. – 16. November 2014) ein Modell von Lander und Rover aus (noch mit anders angeordneten Solarmodulen als bei der gegenwärtigen Version), mit Erläuterungen zur Mission, nämlich dass ein Orbiter die Lander-Rover-Gruppe in die Marsumlaufbahn bringen und dann zum richtigen Zeitpunkt absetzen sollte. Der Orbiter sollte einerseits wissenschaftliche Beobachtungen machen und gleichzeitig als Relaissatellit für den Rover fungieren.
Der Start der Sonde sollte mit der in Entwicklung befindlichen Schwerlastrakete Changzheng 5 von dem im September 2014 fertiggestellten Kosmodrom Wenchang aus erfolgen.
Hierbei handelte es sich immer noch um Vorplanungen. Erst am 11. Januar 2016 gab Premierminister Li Keqiang die entsprechenden Mittel aus dem Fonds für Nationale wissenschaftlich-technische Großprojekte frei, womit das Marsprogramm offiziell gestartet war.
Am Nachmittag des 22. April 2016 gab Xu Dazhe, der damalige Direktor der Nationalen Raumfahrtbehörde, den Vorgang auf einer Pressekonferenz im Staatsratsgebäude öffentlich bekannt. Chefwissenschaftler des Marsprogramms wurde der Ionosphärenforscher Wan Weixing,
damals Leiter des Labors für Erdmagnetismus und Astrophysik am Institut für Geologie und Geophysik der Chinesischen Akademie der Wissenschaften,
das 2017 umstrukturiert und – weiterhin unter der Leitung von Wan Weixing stehend – in „Schwerpunktlabor für Geophysik und planetare Astrophysik“ umbenannt wurde.
Technischer Direktor des Marsprogramms wurde der Nachrichtentechnik-Ingenieur Zhang Rongqiao, der am Zentrum für Monderkundungs- und Raumfahrt-Projekte bislang als Stellvertretender Technischer Direktor für das Mondprogramm der Volksrepublik China gearbeitet hatte.
Stellvertretende Technische Direktoren des Marsprogramms wurden der Astrochemiker Li Chunlai, stellvertretender Direktor der Nationalen Astronomischen Observatorien der Chinesischen Akademie der Wissenschaften, und der Ingenieur Zhang Tingxin (张廷新) von der Chinesischen Akademie für Weltraumtechnologie.
In der Wüste Gobi wurde ein Biospähren-Modul mit dem Namen „Huoxing 1 Hao Jidi“ (Marsbasis Nr. 1) errichtet, in dem Taikonauten das Überleben auf dem Mars trainieren können.
Bei der Chinesischen Akademie für Weltraumtechnologie hatte dasselbe Team, das die Mondsonde Chang'e-3 mit ihrem Jadehase-Rover entwickelt hatte, schon seit Jahren an Vorstudien für eine Marslandung gearbeitet – das Modell von 2014 bildete den damaligen Stand der Dinge ab. Nun fand dort ein Generationswechsel statt: im April 2016 wurde Sun Zezhou, der bisherige Stellvertreter von Ye Peijian, zum Chefkonstrukteur für das Marsprojekt (und die Mondsonden) ernannt.
Auf der Pressekonferenz am 22. April war es dann aber noch Ye Peijian, der enthüllte, dass der Start der Sonde, der ursprünglich für 2018 geplant gewesen war, wegen ungelöster technischer Fragen (Größe der Solarmodule, Landeverfahren) auf 2020 hatte verschoben werden müssen.

## Programmstruktur
Stand 2021 sind am Marsprogramm der Volksrepublik China mehrere tausend Forschungsinstitute und Firmen mit mehreren zehntausend Wissenschaftlern und Ingenieuren beteiligt. Ähnlich wie das Mondprogramm besteht auch das Marsprogramm aus mehreren Schritten:
- Umkreisung (绕)
- Landung (著)[24]
- Patrouille (巡)
- Rückkehr (回)

### Yinghuo-1
Der von der Shanghaier Akademie für Raumfahrttechnologie, einer Tochtergesellschaft der China Aerospace Science and Technology Corporation, ab 2006 entwickelte und gebaute Orbiter Yinghuo-1 wurde im März 2009 nach Russland geliefert, um zusammen mit Phobos-Grunt während des Startfensters im September/Oktober jenes Jahres zum Mars zu starten, wo er im August 2010 ankommen sollte. Wie schon bei der Mondsonde Chang’e-1 wurden die wissenschaftlichen Nutzlasten vom Zentrum für Weltraumwissenschaften und angewandte Forschung, dem heutigen Nationalen Zentrum für Weltraumwissenschaften, entwickelt, in diesem Fall von einer Gruppe um Zhao Hua (赵华, * 1961);
die Gesamtverantwortung für die Nutzlast-Systeme hatte der heutige Direktor des Zentrums, Wang Chi.
Da die Russische Akademie der Wissenschaften aus Sicherheitsgründen zusätzliche Tests durchführen wollte, verschob Roskosmos am 21. September 2009 den Start der beiden Sonden auf das nächste Startfenster im Oktober/November 2011.
Kurz nach dem Start am 8. November 2011 versagte trotz aller Tests der Bordcomputer durch kosmische Strahlung, die Sonden konnten die Transferbahn zum Mars nicht erreichen und verglühten am 15. Januar 2012 in der Erdatmosphäre.

### Tianwen-1
Nach dem Fehlschlag mit Yinghuo-1 ging man gleich zum nächsten Schritt, der Landung, über. Man hatte in China bereits seit längerem an Konzepten für eine Marslandung gearbeitet, dabei hatte man ursprünglich einen Orbiter mit zahlreichen Minilandern favorisiert. Man war sich dessen bewusst, dass etwa die Hälfte aller weltweit gestarteten Marsmissionen gescheitert waren; wenn der Kontakt zu dem einen Minilander abbrach oder der andere zu hart aufschlug, hätten immer noch eine Reihe ihrer „Kollegen“ auf dem Mars arbeiten können.

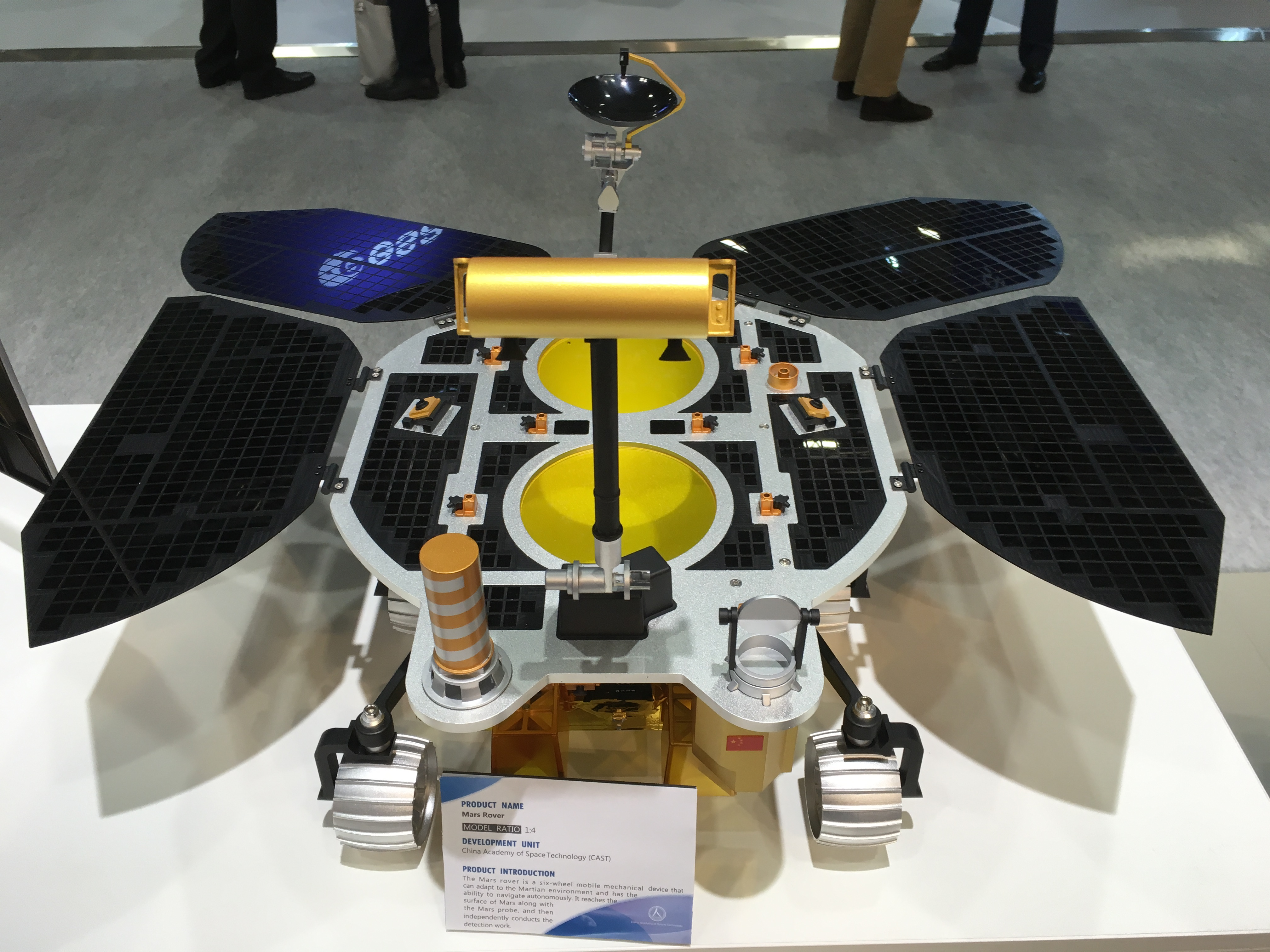
Modell des Rovers auf einer Ausstellung 2018

Bei der ernsthaften Wiederaufnahme des Marsprogramms nach der Wahl Xi Jinpings im März 2013 entschied man sich dann jedoch für eine abgeänderte Version des Chang’e-3-Prinzips: ein einfacher Lander ohne weitere Nutzlasten, ein weitgehend autonom agierender Rover und ein ebenfalls relativ intelligenter Orbiter, der als Relaisstation für die Übertragung der vom Rover gesammelten Daten zur Erde fungieren und gleichzeitig selbst Messungen durchführen sollte. Den Ausschlag bei der Entscheidung für dieses, durchaus als riskant wahrgenommene Konzept gab – neben dem Erfolg der Chang’e-3-Mission – die Tatsache, dass die Entwicklung der schweren Trägerrakete Langer Marsch 5 bereits weit fortgeschritten war. Mit der dort zur Verfügung stehenden Nutzlastkapazität war es möglich, die Komponenten so zu konstruieren, dass eine realistische Aussicht auf Erfolg bestand.
Gebaut wurde die Sonde diesmal von der Chinesischen Akademie für Weltraumtechnologie, die von den Mondlandern her über reichlich Erfahrung mit diesem Konzept verfügte. Für die Entwicklung der insgesamt 13 Nutzlasten von Rover und Orbiter war wieder das Nationale Zentrum für Weltraumwissenschaften zuständig, das dann die einzelnen Unterprojekte auf weitere Zulieferer verteilte. So wurde zum Beispiel das Bodenradar des Rovers an eine Gruppe um Zhou Bin (周斌) und Shen Shaoxiang (沈绍祥) vom Schwerpunktlabor für Elektromagnetische Strahlung und Erkundungstechnologie des Instituts für Elektronik der Akademie der Wissenschaften vergeben, die bereits ähnliche Geräte für die Mondsonden Chang’e 3 und Chang’e 5 gebaut hatte (das Institut für Elektronik besitzt eine eigene Werkstatt).
Am 24. April 2020, dem 50. Jahrestag des Starts des ersten chinesischen Satelliten Dong Fang Hong I, wurde bekanntgegeben, dass die interplanetaren Missionen Chinas alle den Namen „Tianwen“ (天问 bzw. „Himmelsfragen“) tragen sollten, nach dem gleichnamigen, aus 183 Rätseln bestehenden Gedicht von Qu Yuan aus den „Elegien von Chu“. Die Marssonde war zu diesem Zeitpunkt die als Nächstes anstehende Mission und wurde daher „Tianwen-1“ (天问一号, Pinyin Tiānwèn Yīhào) genannt. Am 23. Juli 2020 startete die Sonde zum Mars,
am 14. Mai 2021 landete der Rover Zhurong in der Utopia Planitia.
Beim Atmosphäreneintritt wurde hier erstmals in der Geschichte der Raumfahrt ein ausklappbarer Trimmflügel zur Lagestabilisierung verwendet.

### Tianwen-3
In der am 8. September 2021 verabschiedeten Version des Planetenerkundungsprogramms soll die Probenrückführmission mit zwei Flügen erfolgen, voraussichtlich im Jahr 2028.
Eine Trägerrakete vom Typ Langer Marsch 5 soll vom Kosmodrom Wenchang aus einen Orbiter mit einer Rückkehrkapsel auf den Weg zum Mars bringen, eine Changzheng 3B von einem Inlandskosmodrom aus einen Lander mit einer Aufstiegsstufe, die die eingesammelten Bodenproben in die Marsumlaufbahn befördert. Anders als bei dem ursprünglichen Konzept von 2016 soll bei der Mission nun kein Rover mehr zum Einsatz kommen, sondern die Proben vom Lander aus genommen werden, wie bei Chang’e 5 auf dem Mond.
In der Marsumlaufbahn findet ein Rendezvous mit dem Orbiter und eine Übergabe der Bodenproben statt. Der Orbiter fliegt zurück zur Erde und setzt die Rückkehrkapsel aus, die nach dem Wiedereintritt in der Inneren Mongolei landet.
Am 25. März 2021 begann das Zentrum für Monderkundungs- und Raumfahrt-Projekte bei der Nationalen Raumfahrtbehörde Chinas für diese Mission zusätzliches Personal einzustellen.
Anlässlich des chinesischen Tags der Raumfahrt am 24. April 2022 gab Zhang Rongqiao bekannt, dass der Name der Mission „Tianwen-3“ lauten würde (Tianwen-2 ist eine Mission zu dem erdnahen Asteroiden (469219) Kamoʻoalewa und dem Hauptgürtelkometen 311P/PANSTARRS).

## Raumtransportsystem für bemannte Marserkundung
Am 31. März 2015 stellten Zhang Bainan, Chefingenieur der Hauptabteilung bemannte Raumfahrt der Chinesischen Akademie für Weltraumtechnologie, und einige Kollegen im Zusammenhang mit dem bemannten Raumschiff der neuen Generation in den Acta Aeronautica et Astronautica Sinica das Konzept eines modularen Raumschiffs für bemannte Marsmissionen vor. Das war zunächst nur ein theoretisches Konzept, das unter anderem einen Nuklearantrieb voraussetzte, der damals noch in weiter Ferne lag.
Auch was die generelle Sinnhaftigkeit von bemannten Marsmissionen betraf, war man in China lange Zeit skeptisch. So meinte zum Beispiel Lu Xi (陆希), Leiter des Hauptlabors für Tiefraumerkundung (深空总体室) am Forschungsinstitut 509 der Shanghaier Akademie für Raumfahrttechnologie, wo unter anderem der Orbiter von Tianwen-1 entwickelt worden war, bei einer vom Ministerium für Wissenschaft und Technologie veranstalteten Podiumsdiskussion am 26. August 2020, dass man zunächst mit Robotern eine Infrastruktur auf dem Mars aufbauen müsste, von Unterkünften bis zum Pflanzenanbau. 
Bei der Hauptentwicklungsabteilung der Chinesischen Akademie für Weltraumtechnologie ging man im September 2023 davon aus, dass die entsprechenden Roboter ab etwa 2043 zur Verfügung stehen würden.
Insgesamt würde der Aufbau der marsianischen Infrastruktur bis etwa 2120 dauern, eventuell sogar noch länger. Erst danach würde in einem zweiten Schritt ein regeneratives Lebenserhaltungssystem installiert werden (wie es zum Beispiel die Chinesische Raumstation besitzt), das es bis zu vier Raumfahrern ermöglichen würde, wissenschaftliche Experimente langfristig zu beaufsichtigen. Eine Ansiedlung einer größeren Zahl von Menschen könnte erst in sehr ferner Zukunft erfolgen.
Am 12. März 2021 verabschiedeten der Nationale Volkskongress und die Politische Konsultativkonferenz des chinesischen Volkes jedoch eine gemeinsame Erklärung zum 14. Fünfjahresplan (2021–2025) und den langfristigen Zielen bis 2035. Dort war unter den Durchbrüchen, die im Bereich 07 (Tiefraum-, Tiefsee- und Polarforschung) gefordert wurden, unter anderem eine Umkreisung des Mars genannt.
Die Entwicklung von Nuklearantrieben ist bislang bei der Chinesischen Akademie für Trägerraketentechnologie angesiedelt.
Dort wurde nun ein detaillierter Plan für bemannte Marsmissionen ausgearbeitet, den Wang Xiaojun (王小军, * 1969), der Vorstandsvorsitzende der Firma, am 16. Juni 2021 auf der Global Space Exploration Conference in Sankt Petersburg der Öffentlichkeit vorstellte.
Die Marserkundung sollte sich in drei Phasen abspielen:
1. Erkundung des Mars mit Robotern
  - Probenrückführmission
  - Untersuchungen an Ort und Stelle zur Wahl eines Standorts für eine Marsbasis
  - Aufbau von Systemen zur Nutzung von örtlichen Ressourcen
2. Erste bemannte Erkundungsmissionen
  - Bemannte Marsumkreisung
  - Erkundung vom Marsorbit aus
  - Bemannte Marslandung und Erkundung auf der Oberfläche
  - Aufbau der Marsbasis
3. Regelmäßige Erkundungsmissionen
  - Große Flotte von fahrplanmäßig verkehrenden Transportraumschiffen
  - Erschließung und wirtschaftliche Nutzung des Mars
  - Erweiterung des Wirtschaftsraums Erde-Mond (地月经济圈) zum Wirtschaftsraum Erde-Mars (地火经济圈)[60][61]

Bei der ersten Phase, in der nur Roboter eingesetzt werden, spielt angesichts eines Zeitrahmens von vielen Jahrzehnten die Flugzeit – bei einer energetisch günstigen Hohmann-Bahn etwa sieben bis acht Monate – keine Rolle. Daher sollen hier weiterhin Trägerraketen mit chemischem Antrieb vom Typ Changzheng 9 verwendet werden, die in ihrer Grundversion eine Nutzlast von 44 t in eine Erde-Mars-Transferbahn befördern kann. Das Bremsmanöver für das Einschwenken in den Marsorbit führen die Raumflugkörper ebenfalls mit einem chemischen Triebwerk durch, wie bei der Tianwen-1-Mission.
Bei bemannten Missionen spielt die Flugdauer jedoch eine entscheidende Rolle. Zum einen wegen der mitzuführenden Nahrung, zum anderen wegen der Osteoporose, die sich bei längerem Aufenthalt in der Schwerelosigkeit einstellen kann und die Raumfahrer daran hindern würde, gleich nach der Landung auf dem Mars mit der Erkundung zu beginnen.
Zur Einordnung: bei Raumfahrern, die mit militärischer Disziplin ihre Gymnastik-Übungen absolvieren, dauert es nach einem dreimonatigen Aufenthalt in der Schwerelosigkeit rund sechs Monate, bis sie wieder voll einsatzfähig sind.
Daher sieht das von der Akademie für Trägerraketentechnologie konzipierte Raumtransportsystem für bemannte Marserkundung (载人火星探测航天运输系统) einen Nuklearantrieb vor, was die Reisezeit stark verkürzen würde. Nach einer gewissen Erprobungsphase und Testflügen soll auf zwischen 500 und 1100 Tagen dauernden Missionen mit zwei getrennten Raumschiffen zum Mars geflogen werden, die wie beim Konzept von 2015 aus mehreren, mit Trägerraketen aus der Changzheng-9-Familie in die Erdumlaufbahn beförderten und dort zusammengebauten Modulen bestehen.
Zunächst sollen mit drei Flügen die Komponenten für ein insgesamt 328 t schwere Frachtraumschiff mit nuklear-thermischem Antrieb in den Orbit befördert und montiert werden, einschließlich der zu befördernden Ladung von bis zu 206 t. Bei dieser Antriebsart wird flüssiger Wasserstoff – das Frachtraumschiff führt in seinen Tanks 76 t mit – in einem Kernreaktor erhitzt und tritt wie bei einem normalen Raketentriebwerk als Stützmasse durch eine Düse aus. Da reiner Wasserstoff eine geringere Molekülmasse besitzt als zum Beispiel das Wasser, das in einem konventionellen Triebwerk bei der Verbrennung mit Sauerstoff entsteht, hat ein nuklear-thermischer Antrieb einen etwa dreimal größeren spezifischen Impuls. Das Konzept der Akademie für Trägerraketentechnologie sieht für das Raumschiff drei nuklear-thermische Triebwerke mit einer Schubkraft von jeweils 100 kN vor.
Wenn das Frachtraumschiff fertig montiert ist, wird mit einer vierten Rakete ein weiteres Modul, das einen nuklear-elektrischen Antrieb besitzt, gestartet und an den Frachter angekoppelt. Bei dieser, 1965 beim Snapshot-Satelliten der NASA erstmals zum Einsatz gekommenen Antriebsart erzeugt ein Kernreaktor über Thermoelektrizität elektrischen Strom für einen Ionenantrieb mit hohem spezifischem Impuls.
Das stärkste in China zur Verfügung stehende Ionentriebwerk war 2021 ein vom Shanghaier Institut für Weltraumantriebe der Akademie für Flüssigkeitsraketentriebwerkstechnik entwickelter Hallantrieb mit 20 kW Leistungsaufnahme und einer Schubkraft von 1,5 N, das HET-1500. Das HET-3000 mit einer Leistungsaufnahme von 50 kW und einer Schubkraft von 3 N befand sich in Entwicklung.
Mit dem Ionenantrieb wird der Frachter aus dem kreisförmigen Orbit in eine hochelliptische Umlaufbahn gebracht. Dort koppelt das Modul ab und kehrt in den erdnahen Raum zurück, während der Frachter mit seinem nuklear-thermischen Antrieb zum Mars fliegt. Nach dem Einschwenken in den Marsorbit setzt der Frachter seine Ladung auf der Oberfläche ab und wartet mit dem mitgeführten Lander auf die Raumfahrer.
Unterdessen wird im erdnahen Raum mit drei weiteren Starts ein ebenfalls nuklear-thermisch angetriebenes Personenraumschiff gebaut, das bei einem Gesamtgewicht von 246 t und 108 t flüssigem Wasserstoff als Treibstoff eine Nutzlast von insgesamt 65 t transportieren kann, im Wesentlichen ein mit Vorräten bestücktes Wohnmodul. Zur Einordnung: das Kernmodul Tianhe der Chinesischen Raumstation, das umgangssprachlich als „Wohnmobil“ bezeichnet wird, besitzt eine Masse von 22,5 t und kann drei Raumfahrer bei Zufuhr von Nahrung und Wasser von außen prinzipiell zehn Jahre am Leben erhalten. Die dort mit Tianzhou-Frachtern angelieferten Nahrungsmittel und Verbrauchsgüter für drei Personen für sechs Monate wiegen 6,8 t.
Das in der Umlaufbahn wartende Antriebsmodul koppelt nun an das Personenraumschiff an und hebt es ebenfalls in einen hochelliptischen Orbit. Dann koppelt es jedoch nicht wieder ab, sondern der Reaktor übernimmt während der gesamten Mission die Stromversorgung des Raumschiffs. Zur Einordnung: das Kernmodul Tianhe hat eine Leistungsaufnahme von 9 kW. Nach der Fertigstellung der Chinesischen Raumstation am 3. November 2022 ging man davon aus, dass die Volksrepublik China nun eine permanente Präsenz im Erde-Mond-Raum aufrechterhalten würde. Anders als ursprünglich vorgesehen, soll die Mannschaft nicht direkt von der Erde zum Marsraumschiff starten, sondern zunächst mit dem Wiederverwendbaren Raumtransportsystem wie eine normale Stationsbesatzung zur Chinesischen Raumstation fliegen und von dort aus umsteigen.
Das Raumschiff zündet seinen nuklear-thermischen Antrieb und fliegt zum Mars, wo es an den dort wartenden Frachter ankoppelt. Die Raumfahrer steigen in den Marslander um und verbringen in dieser Phase des Projekts etwa 500 Tage auf dem Planeten, um Erkundungen durchzuführen und die Basis aufzubauen. Eine örtliche vegetarische Nahrungsmittelversorgung soll zu diesem Zeitpunkt bereits existieren, was leichtere Tätigkeiten ermöglicht. Danach kehren sie in den Marsorbit zurück, steigen in das Personenraumschiff um, fliegen zurück zum Erde-Mond-System, steigen erneut in die Chinesische Raumstation um und kehren von dort aus mit einem regulären Raumgleiter zur Erde zurück. Auf diese Art verliert man zwar den Stauraum in einem während der gesamten Mission mitgeführten Raumschiff für Anreise von und Landung auf der Erde, man spart jedoch das Gewicht des Hitzeschildes der bei einem solchen Raumschiff nötig ist, aber während des eigentlichen Marsflugs keine Funktion hat.
Einzelne Komponenten des Raumtransportsystems sind im Prinzip wiederverwendbar. Langfristig schwebt der Akademie für Trägerraketentechnologie ein System vor, bei dem Transportraumschiffe auf einer freien Rückkehrbahn mit minimalem Treibstoffverbrauch zwischen Erde und Mars hin und her pendeln, wie es 2014 mit der Sonde Chang’e 5-T1 für Mondfrachter erfolgreich erprobt wurde. Die Zubringerraumschiffe für die Marsroute sollen zunächst noch von den Planeten Erde und Mars starten. Für die sehr ferne Zukunft ist jedoch an ein System von Weltraumtankstellen als Relaisstationen gedacht.
Seit dem 4. August 2021 finanziert die Abteilung für Mathematik und Physik der Nationalen Stiftung für Naturwissenschaften mit 15 Millionen Yuan (von der Kaufkraft her etwa 15 Millionen Euro) unter dem Titel „Dynamik und Steuerung bei der Montage von übergroßen Raumflugkörpern im Weltall“ (超大型航天结构空间组装动力学与控制) ein auf fünf Jahre angelegtes Forschungsprojekt bei dem Methoden gefunden werden sollen, um die Komponenten während der Bauphase stabil zu halten, sowohl was Lageregelung betrifft, als auch Verformung und Vibration während der Montage. Ein weiterer Schwerpunkt des Projekts liegt auf der Gewichtsreduzierung der Komponenten.

## Telemetrie, Bahnverfolgung und Steuerung

### Anforderungen
Als das chinesische Tiefraum-Netzwerk ab 2010 mit den Antennen in Kaschgar, Giyamusi und Zapala für die Landungsphase des Mondprogramms ausgebaut wurde, hatte man die Systeme bereits so ausgelegt, dass damit auch Flüge zum Mars, also bis 400 Millionen Kilometer, überwacht und gesteuert werden konnten. Das prinzipielle Problem hierbei ist, dass zum einen die Signalstärke bei gleicher Sendeleistung mit dem Quadrat der Entfernung abnimmt, während gleichzeitig die Missionen immer anspruchsvoller werden, was eine erhöhte Datenübertragungsrate notwendig macht. Bei der gescheiterten Marsumkreisung mit Yinghuo-1 wäre man noch mit einer Übertragungsrate von 2 Mbit/s zurechtgekommen, was etwa einem Breitband-Internetzugang entspricht. Bei Tianwen-1 war jedoch das Doppelte nötig.
Dazu kommt noch, dass bei den immer komplexeren Missionen extreme Ansprüche an die Navigation gestellt werden. Die Position der Raumflugkörper muss zu jedem Zeitpunkt präzise bekannt sein, um zum Beispiel bei der Rückkehrmission 2030 ein Rendezvous-Manöver im Marsorbit durchführen zu können. Zum Vergleich: nachdem das amerikanische Deep Space Network Ende der 1980er Jahre das Delta-DOR-Verfahren zur Ortsbestimmung von Raumsonden eingeführt hatte, lag die Genauigkeit dort bei etwa 20 nrad. Im Jahr 2002 hatte man dies auf 5 nrad, also 0,001 Winkelsekunden verbessert.

### Gruppenantennen (Downlink)
Der Weg, den China einschlägt, um diesen Herausforderungen entgegenzutreten, sind Gruppenantennen, sowohl lokale Gruppen aus mehreren kleinen, dicht nebeneinanderstehenden Antennen, als auch landesweite Gruppen aus den vom Satellitenkontrollzentrum Xi’an betriebenen Tracking-Stationen. Im Vergleich mit dem Bau immer größerer Antennen hat diese Herangehensweise mehrere Vorteile:
- Kleine Antennen lassen sich schneller und präziser auf ein vorgegebenes Ziel ausrichten als eine schwere und träge 60-m-Schüssel.
- Die einzelnen Antennen einer Gruppe können sukzessive gewartet werden, während bei einer großen Einzelantenne die Station während einer Wartung vollständig ausfällt.
- Die Steuersysteme kleiner Antennen sind weniger kompliziert, d. h. die Entwicklungskosten liegen niedriger, ebenso wie die Anschaffungskosten bei Massenproduktion gleicher Antennen.
- Antennengruppen können flexibel erweitert werden; die Gruppe kann weiterarbeiten, während weitere Einheiten dazugebaut werden.

Anders als bei der Bahnverfolgung von Raumsonden, wo Interferometrie zum Einsatz kommt, wird beim Empfang von Telemetrie- und Nutzlastdaten mit solchen Gruppenantennen der sogenannte „Sumple-Algorithmus“ verwendet, bei dem mehrere, von den einzelnen Antennen einer Gruppe jeweils empfangene „unscharfe“ Versionen eines Datensatzes übereinandergelegt werden, um durch deren Summe (das „Sum“ in „Sumple“) zu einem vereinigten Satz mit deutlich besseren Signal-Rausch-Verhältnis zu kommen. Diese Methode wurde erstmals 1994 von David Herbert Rogstad (* 1940) vom Jet Propulsion Laboratory vorgeschlagen.
2013 veröffentlichte dann eine aus Mitteln des Nationalen Programms zur Entwicklung von Hochtechnologie, nach dem Gründungsdatum auch bekannt als „Programm 863“ geförderte Gruppe um Lu Manhong (卢满宏, * 1968) von der Polytechnischen Universität Nordwestchinas in Xi’an eine verbesserte Version, mit der in Echtzeit Datensätze über das gesamte Frequenzspektrum übereinandergelegt werden können, inklusive Herausrechnung von Zeitverzögerungen, was bei landesweiten Gruppen mit 3000 km voneinander entfernten Antennen in Qingdao und Kaschgar von besonderer Wichtigkeit ist.
David Rogstads Sumple-Algorithmus wurde von den chinesischen Ingenieuren von Oktober bis Dezember 2010 getestet, als sich die Sonde Chang’e-2 auf dem Weg zum Mond befand. Hierzu wurden die vier 12-m-Parabolantennen der Hochschule für Raumfahrttechnik im Norden von Peking verwendet. In einem Abstand von 140.000 km und 400.000 km von der Erde sendete Chang’e-2 auf dem S-Band Testbilder, die sie von der Erde gemacht hatte. Wenn nur eine der 12-m-Antennen das Bild empfing, war darauf zwar eine runde Erdkugel mit Wolkenformationen zu erkennen, aber in falschen Farben und sehr verwaschen. Dann empfingen vier Antennen das gesendete Foto. Mit dem Sumple-Algorithmus übereinandergelegt, konnten die Signalverstümmelung zu mehr als 90 % ausgeglichen werden. Das Ergebnis war zwar nicht ganz so gut wie das gleichzeitig von der 50-m-Antenne des Observatoriums Miyun
empfangene Bild (der Unterschied war mit dem bloßen Auge kaum zu erkennen), entsprach aber immerhin der mit einer Parabolantenne von 24 m Durchmesser zu erzielenden Qualität.
Im Dezember 2013 wurde mit der Mondsonde Chang’e-3 Lu Manhongs verbesserte Version des Algorithmus getestet, und zwar mit einer landesweiten Gruppe, an der neben den vier 12-m-Antennen bei Peking die 18-m-Tracking-Antennen von Qingdao und Kaschgar und die 15-m-Antenne der neugebauten Bodenstation Sanya auf Hainan beteiligt waren. Bei einem von Chang’e-3 auf der Mondoberfläche geschossenen und zur Erde gefunkten Foto ihres Rovers Yutu war, wenn nur eine 12-m-Antenne das Bild in Empfang nahm, außer Rauschen eigentlich gar nichts zu sehen. Auf dem von Qingdao empfangenen Bild war der Rover zumindest schemenhaft zu erkennen, bei der – älteren – 18-m-Antenne in Kaschgar zwar immer noch verrauscht, aber deutlich besser. Nachdem die Techniker jedoch vier Bilder aus Peking mit den von Qingdao und Kaschgar übereinandergelegt hatten, waren 92 % der Rauschverluste ausgeglichen, die effektive Signalstärke hatte im Vergleich zu einer einzelnen 18-m-Antenne um 3,7 dB zugenommen, und nicht nur der Rover, sondern auch seine Reifenspuren waren gestochen klar zu sehen.
Nachdem man bereits im Mai 2013 mit einer aus den 35-m- bzw. 66-m-Antennen der Tiefraumstationen Kaschgar und Giyamusi bestehenden Gruppe die probeweise empfangenen Telemetriesignale der ESA-Sonde Venus Express ebenfalls mit 92 % zur Deckung bringen und die effektive Signalstärke im Vergleich mit einer einzelnen 35-m-Antenne um 4,25 dB erhöhen konnte, wurde der Beschluss gefasst, für die Marsmission 2020 zu der existierenden 35-m-Antenne südlich von Kaschgar drei identische Antennen dazuzubauen, womit die dortige Tiefraumstation dieselbe Empfangsleistung erhielt, wie die 66-m-Antenne in Giyamusi.
Mitte November 2020 wurde das 4-Antennen-Array in Kaschgar in Betrieb genommen.

### Gruppenantennen (Uplink)
Während sich beim Empfang der von der Sonde zur Erde gefunkten Daten, dem sogenannten „Downlink“, die Leistung einer Bodenstation durch Hinzufügen weiterer Antennen relativ einfach verbessern lässt, ist dies beim Senden von Steuerbefehlen an die Sonde, dem „Uplink“, schwierig. Theoretisch nimmt zwar die Sendeleistung einer Antennengruppe mit dem Quadrat der Antennenzahl zu, in der Praxis führen jedoch Phasenverschiebungen zwischen den von den einzelnen Antennen gesendeten Steuersignalen, verursacht durch Laufzeitverzögerungen in den Systemen zum Frequenzwechsel, den Verstärkern etc., dazu noch unterschiedliche atmosphärische Effekte an weit auseinanderliegenden Standorten sowie Störungen im interplanetaren Medium zu einem Abfall der effektiven Sendeleistung,
der sich umso stärker bemerkbar macht, je mehr Antennen an einer Gruppe beteiligt sind. So beträgt zum Beispiel allein der durch Phasenverschiebung verursachte Verlust an realer Sendeleistung bei vier Antennen fast das Doppelte im Vergleich zu einer Gruppe, die nur aus zwei Antennen besteht. Dies lässt sich mit aufwendigen, ebenfalls mit Förderung aus dem Programm 863 entwickelten Verfahren zum Teil kompensieren. Bei einem Versuch mit drei nebeneinander aufgebauten 3-m-Antennen die auf dem C-Band an einen geostationären Kommunikationssatelliten Testsignale funkten, gelang es, 80 % der von einer solchen Gruppe theoretisch erwarteten Sendeleistung zu erreichen.
Dennoch führt letztendlich kein Weg an der Entwicklung stärkerer Sender vorbei. Derzeit (2019) sind in den Tiefraumstationen Kaschgar, Giyamusi und Zapala Klystron-Sender aus heimischer Produktion mit einer Leistung von 10 kW installiert, die nach Verstärkung eine von der Antenne abgestrahlte Sendeleistung von 18 kW im S-Band und 15 kW im X-Band liefern. Seit einigen Jahren arbeitet man an der Entwicklung eines 50-kW-Senders für das X-Band. Anfang 2018 war der Prototyp eines derartigen Klystrons mit einer Bandbreite von mehr als 95 MHz fertiggestellt und getestet. Von den chinesischen TT&C-Ingenieuren wird dieses Exemplar jedoch nur als erster Schritt zum Sammeln von Erfahrung beim Bau solcher Sender betrachtet. Zum Vergleich: die europäischen Tiefraumantennen arbeiten mit einer Sendeleistung von 20 kW, das amerikanische Deep Space Network mit 80 kW im X-Band und 400 kW im S-Band.

### Bahnmodellierung
Im Frühsommer 2018 konnten die Ingenieure im Raumfahrtkontrollzentrum Peking den Relaissatelliten Elsternbrücke anhand der vom chinesischen Deep-Space-Netzwerk ermittelten Bahndaten quasi in Echtzeit und sozusagen manuell in einen Halo-Orbit um den Lagrange-Punkt L2 hinter dem Mond manövrieren. Bei einer Mars-Mission ist dies aufgrund der Signallaufzeit von fast 10 Minuten zwischen Erde und Mars nicht möglich. Daher greifen die Ingenieure hier zu Computermodellen, wo sie auf der Basis der letzten ermittelten Bahndaten (Position, Richtung, Geschwindigkeit) und Faktoren wie der Anziehungskraft von Erde, Mars und dessen Monden oder dem Strahlungsdruck der Sonne auf die Sonde und deren Solarmodule die Position des Raumflugkörpers vorhersagen und auf dieser Basis Bahnmanöver einleiten.
Besonders wichtig ist dies für die Bestimmung des Punktes, an dem das Triebwerk der Sonde für das Einschwenken in den Marsorbit gezündet werden muss. Der NASA gelingt das derzeit mit einer Genauigkeit von 400 m. Das Pekinger Forschungsinstitut für Bahnverfolgungs- und Kommunikationstechnik der Strategischen Kampfunterstützungstruppe war dagegen 2018 nur dazu in der Lage, auf der Basis von über einen Zeitraum von einer Woche gemessenen Bahndaten und unter Berücksichtigung der Anziehungskraft der diversen Himmelskörper die Periapsis, also den dem Mars am nächsten liegenden Punkt des gewünschten Orbits, mit einer Genauigkeit von einigen dutzend Kilometern, im besten Fall einige Kilometer, zu bestimmen. Dank Verbesserung der Interferometrie-Messungen durch die Bodenstationen
sowie durch die Einbeziehung von kleinen Bahnstörungen durch Ausgasen etc. in das Computermodell konnte man die Fehlermarge im weiteren Verlauf auf 1 km reduzieren – die Sonde Tianwen-1 schwenkte am 10. Februar 2021 problemlos in den Marsorbit ein.

### Landemanöver
Die kritischste Phase bei einer Marsmission ist das Landemanöver. Die Sonde tritt mit 17.280 km/h, also 14facher Schallgeschwindigkeit, in die Atmosphäre ein, vollzieht dort eine Atmosphärenbremsung, der Fallschirm öffnet sich, und nur acht bis neun Minuten nach dem Beginn des Manövers steht der Lander auf der Oberfläche des Planeten – innerhalb einer kurzen Zeit findet eine starke Geschwindigkeitsveränderung statt. Für die Telemetrie bedeutet das, dass sich der Doppler-Effekt, durch den sich die Frequenz der Trägerwelle im X-Band verschiebt, um bis zu 200 kHz ändert; wenn sich der Fallschirm öffnet, findet diese Frequenzverschiebung mit einer Geschwindigkeit von bis zu 3,5 kHz/s statt. Die NASA verwendet daher bei ihren Mars-Missionen zusätzlich zu den X-Band-Antennen im Goldstone Deep Space Communications Complex noch Dezimeterwellen-Antennen im Green-Bank-Observatorium
und im Parkes-Observatorium, während die ESA bei der ExoMars-Mission für die Kommunikation im UHF-Bereich auf das indische Giant Metrewave Radio Telescope zurückgriff.
China verfügt mit dem Five-Hundred-Meter Aperture Spherical Radio Telescope der Chinesischen Akademie der Wissenschaften in Guizhou, besser bekannt unter der Abkürzung FAST, über eine entsprechende Einrichtung mit einem Empfänger für 70 MHz bis 3 GHz. Daher war ursprünglich geplant, FAST für Hilfsdienste heranzuziehen, ähnlich wie die Radioteleskope des Chinesischen VLBI-Netzwerks bei der Bahnverfolgung.
Während der Landung von Zhurong, dem Rover der Tianwen-1-Mission, am 14. Mai 2021 funkte dann jedoch der Lander die UHF-Telemetriedaten nur zum Orbiter in der Marsumlaufbahn, der sie dann, als Relaissatellit fungierend, auf dem X-Band an die regulären Bodenstationen weitersandte.

## Bodensegment
Das seit 2016 von dem Astrochemiker Li Chunlai geleitete Bodensegment des Marsprogramms ist, wie dasjenige des Mondprogramms, in der Hauptverwaltung der Nationalen Astronomischen Observatorien der Chinesischen Akademie der Wissenschaften in Peking, Datun-Str. 20a angesiedelt. Es ist ähnlich organisiert, benötigt aber zum Beispiel eine Datenspeicherkapazität von 60 TB, um die von den 13 Nutzlasten der Tianwen-1-Mission gelieferten Daten der wissenschaftlichen Gemeinschaft online zur Verfügung stellen zu können. Prinzipiell besteht das Bodensegment aus fünf Sektoren:
- Abteilung für den Betrieb der Nutzlasten (arbeitet zur Übermittlung von Steuerbefehlen mit dem Tiefraum-Netzwerk der Volksbefreiungsarmee zusammen)
- Abteilung für Datenempfang (hat die 40-m- und die 50-m-Antenne in Miyun, die 40-m-Antenne in Kunming und die 70-m-Antenne in Wuqing zur Verfügung, dazu als Reserve das Tianma-Radioteleskop bei Shanghai)[92]
- Abteilung für Erstbehandlung der Daten (konvertiert die Rohdaten in Standardformate)
- Abteilung für Datenverwaltung (stellt die in drei „Geheimhaltungsstufen“ kategorisierten Daten nach Absprache mit der China National Space Administration der Wissenschaft zur Verfügung)
- Abteilung für wissenschaftliche Anwendung und Forschung (bestimmt u. a. den finalen Landeplatz der Sonde und die von dem Rover anzusteuernden Ziele)[93]

Solange bei mindestens zwei der Antennen eine einwandfreie Demodulation möglich ist, werden diese beiden Antennen gleichzeitig aber getrennt im Einzelbetrieb eingesetzt. Nach dem Empfang der über das X-Band gesendeten, mit einem Faltungscode verschlüsselten Daten werden diese entschlüsselt und in ein bildähnliches, eine Momentaufnahme lieferndes Datenpaket konvertiert. Diese „Bilder“ werden zum einen an die Hauptverwaltung in Peking geschickt, zum anderen auf Festplatten vor Ort, direkt bei den Bodenstationen gespeichert. Wenn die Übertragungsbedingungen dies nicht zulassen, wird die neue 70-m-Antenne in Wuqing mit den beiden Antennen in Miyun zu einer Gruppe zusammengeschaltet. Falls sich die Signaldämpfung immer noch als zu hoch herausstellen sollte, kann auch die Antenne im 2000 km weiter südlich gelegenen Kunming hinzugenommen werden. Man arbeitet dann mit einer Gruppe von vier sehr weit auseinanderliegenden Antennen, die zusammengenommen die Empfangsleistung einer Parabolantenne von 103 m Durchmesser besitzt. Damit kann auf 280 Millionen Kilometer (die mittlere Entfernung zwischen Erde und Mars) eine Datenübertragungsrate von 4 Mbit/s realisiert werden.
Die Bodenstationen schicken die empfangenen Rohdaten direkt nach Peking, wo die Datensätze übereinandergelegt und Übertragungsfehler so ausgeglichen werden. Erst danach wird demoduliert, decodiert und die bildförmigen Datenpakete gespeichert.
Die Fotos und Nutzlastdaten sind über das Rechenzentrum der Nationalen Astronomischen Observatorien allgemein zugänglich.
Für die Untersuchung und Aufbewahrung der von Tianwen-3 zurückgebrachten Bodenproben vom Mars werden nicht die für das Mondprogramm der Volksrepublik China errichteten Labors und Bunker in Peking und Shaoshan genutzt, sondern ein eigenes Labor nach dem Standard für hochgradig krankheitserregende Mikroorganismen (高等级病原微生物实验室) entsprechend dem Biosicherheit-Gesetz der Volksrepublik China eingerichtet.